# Яван (Біблія)
Ява́н — син Яфета, онук Ноя.
Мав синів: Еліша, Таршіш, Китти, Додани. (Буття 10:4)
Біблія каже, що від його синів пішли острови народів, зі своїми краями.
Так Еліша був батьком геленів (стародавня Греція).
Таршіш — почав народ Іберійського півостріва (стародавня держава Таршіш).